# Bisbat d'Ivrea
El bisbat d'Ivrea (italià: bisbat di Ivrea; llatí: Dioecesis Eporediensis) és una seu de l'Església catòlica, sufragània de l'Arquebisbat de Torí, que pertany a la regió eclesiàstica Piemont. El 2006 tenia 200.848 batejats d'un total de 203.560 habitants. Actualment està regida pel bisbe Edoardo Aldo Cerrato, C.O.

## Territori
La diòcesi comprèn la major part dels municipis del Canavese, a la província de Torí. Limita al nord amb el bisbat d'Aosta, a l'oest amb l'arquebisbat de Chambery, al sud amb l'arquebisbat de Torí i el bisbat de Casale Monferrato; i a l'est amb l'arquebisbat de Vercelli i el bisbat de Biella.
La seu episcopal es troba a la ciutat d'Ivrea, on es troba la catedral de Santa Maria Assumpta.
El territori està dividit en 141 parròquies, agrupat en 7 vicariats.

## Història
El bisbat d'Ivrea probablement va ser erigit al segle v. El primer bisbe històricament document és Eulogi, en nom del qual el prevere Floreio signà al sínode de Milà del 451; Ja en aquest context, la diòcesi apareix com sufragània de Milà.
Al segle x el beat Warmondo va emprendre la construcció de la catedral romànica. A ell es deu el creixement del scriptorium, del qual provenien molts dels codis emmagatzemats a la biblioteca del capítol.
Al segle xiii els bisbe d'Ivrea van rebre de l'Emperador importants privilegis. Durant la segona meitat del segle XIV va concedir part del seu patrimoni a la casa de Savoia, que durant aquest període cercava unificar les seves possessions al Piemont.
El 1497 Bonifacio Ferrero va ser elegit bisbe, iniciant la sèrie de bisbes de la seva família, que conservarien la seu d'Ivrea ininterrompudament fins al 1612.
El 21 de maig de 1515 passà a formar part de la província eclesiàstica de l'arquebisbat de Torí.
El 1785 la catedral romànica va ser enderrocada i s'erigí al mateix lloc una nova catedral barroca, que seria ampliada el 1854 assumint formes neoclàssiques.

## Cronologia episcopal
- Eulogio † (citat el 451)
- Floreio ? †
- Eulalio ? † (citat el 483)
- Innocenzo † (? - 29 de març de 486 mort)
- Guglielmo I ? † (citat el 502)
- Arnolfo ? † (citat el 555)
- Placidio ? † (citat el 591)[1]
- Antero I † (citat el 618)
- Desiderio I † (citat el 679)[2]
- Guglielmo II † (citat el 686)
- Wiberto I † (citat el 705)
- Antero II † (citat el 724)
- Besso † (citat el 730)
- Enrico I † (citat el 745)
- Desiderio II † (citat el 790)
- Giuseppe † (inicis del'845 - finals de 853)
- Azzo † (inicis del'867 - finals de 877)
- Valfredo † (citat el 904)
- Baterico † (citat el 930)
- Asmondo † (citat el 938)
- Giuseppe II † (citat el 965)
- Beato Warmondo † (inicis de 1001 - vers 1011 mort)
- Ottaviano † (1011 - finals de 1024)
- Enrico II † (inicis de 1029 - finals de 1044)
- Ugo † (citat el 1053)
- Enrico III † (citat el 1059)
- Alberto † (citat el 1063)
- Federico I † (citat el 1072)
- Oggero † (inicis de 1075 - 1090 deposat)
- Wiberto II † (citat el 1090)
- Corrado I † (citat el 1097)
- Pietro I † (citat el 1118)
- Guido † (inicis de 1123 - 1157)
- Germano † (inicis de novembre de 1158 - finals de 1179)
- Guido II † (citat el 1196)
- Giovanni † (citat el 1200)
- Bernardo, O.S.B. † (1204 - de gener de 1205 deposat)
- Pietro II, O.Cist. † (1205 - 27 de juny de 1208 nomenat arquebisbe de Tessalonica)
- Oberto di Cocconato † (1209 - de gener de 1228)
- Giacomo † (de gener de 1228 - ?)
- Oberto II † (citat el 1237)
- Corrado II † (1 de febrer de 1244 - ?)
- Giovanni di Barone † (13 de gener de 1245 - 1264 mort)
- Federico di Front e San Martino † (4 de juliol de 1264 - 12 de febrer de 1289 nomenat bisbe de Ferrara)
- Alberto Gonzaga, O.F.M. † (13 de març de 1289 - 1322 mort)
- Oberto Solaro † (1322 - ? mort)
- Palladio Avogadro † (20 d'octubre de 1326 - vers 1346 mort)
- Giacomo de Francisco, O.Cist. † (30 d'octubre de 1346 - 1358 mort)
- Giacomo Mistrali † (22 de juny de 1358 - 1360 mort)
- Pietro di Camera † (18 de febrer de 1361 - 1373 mort)
- Pietro Codo, O.S.B. † (8 d'abril de 1373 - ?)[3]
- Bonifacio di San Martino † (1399 - 1405 dimesso)
- Agostino, O.E.S.A. † (1405 - ?)
- Giacomo Pomerio † (8 de gener de 1427 - 1437 mort)
- Giovanni Parella di San Martino † (6 de març de 1437 - 7 d'abril de 1479 mort)[4]
- Domenico Manfredi, O.S.B. † (21 de maig de 1479 - 1483 mort)
- Nicolò Garigliati † (21 d'octubre de 1485 - 1497 mort)
- Bonifacio Ferrero † (28 de juliol de 1497 - 5 de novembre de 1509 nomenat bisbe de Vercelli)
  - Giovanni Stefano Ferrero † (5 de novembre de 1509 - 5 d'octubre de 1510 mort) (asministrador apostòlic)
  - Gerolamo de Capitani d'Arsago † (1510 - 17 de setembre de 1511 nomenat bisbe de Niça) (bisbe electe)
- Bonifacio Ferrero † (17 de setembre de 1511 - 17 de maig de 1518 dimití) (per segon cop)
- Filiberto Ferrero † (17 de maig de 1518 - 14 agosto 1549 mort)
- Sebastiano Ferrero † (25 d'octubre de 1549 - 1563 mort)
- Ferdinando Ferrero † (4 de juny de 1563 - 1580 mort)
- Cesare Ferrero † (13 de febrer de 1581 - 1612 mort)
  - Sede vacante (1612-1617)
  - Enrico Silvio, O.Carm. † (de febrer de 1612 - 14 de setembre de 1612 mort) (vescovo eletto)
- Giuseppe di Ceva † (12 de maig de 1617 - 21 d'octubre de 1633 mort)
- Ottavio Asinari, B. † (20 de novembre de 1634 - 1658 mort)
- Filiberto Millet de Faverges † (29 de juliol de 1658 - 15 de desembre de 1663 mort)
- Pompeo Valperga † (9 de juny de 1664 - 12 de febrer de 1669 mort)
- Giacinto Trucchi, O.P. † (3 de juny de 1669 - 7 de juliol de 1698 mort)
- Alessandro Lambert † (24 de novembre de 1698 - 28 de setembre de 1706 mort)
  - Sede vacante (1706-1727)
- Silvio Domenico Nicola † (30 de juliol de 1727 - 7 de setembre de 1733 mort)
  - Sede vacante (1733-1741)
- Michele Vittorio Villa † (17 d'abril de 1741 - 16 d'octubre de 1763 mort)
- Francesco Luserna Rorengo di Rorà † (9 de juliol de 1764 - 14 de març de 1768 nomenat arquebisbe de Torino)
- Giuseppe Ottavio Pochettini † (11 de setembre de 1769 - 20 de juny de 1803 mort)
- Giuseppe Maria Grimaldi † (1 de febrer de 1805 - 1 d'octubre de 1817 nomenat arquebisbe de Vercelli)
- Columbano Giovanni Battista Carlo Gaspare Chiaverotti, O.S.B.Cam. † (1 d'octubre de 1817 - 21 de desembre de 1818 nomenat arquebisbe de Torí)
  - Sede vacante (1818-1824)
- Luigi Paolo Pochettini † (12 de juliol de 1824 - 30 de març de 1837 mort)
- Luigi Moreno † (13 de setembre de 1838 - 4 de maig de 1878 mort)
- Davide Riccardi † (15 de juliol de 1878 - 7 de juny de 1886 nomenat bisbe de Novara)
- Agostino Richelmy † (7 de juny de 1886 - 18 de setembre de 1897 nomenat arquebisbe de Torí)
- Matteo Angelo Filipello † (24 de març de 1898 - 27 de gener de 1939 mort)
- Paolo Rostagno † (5 de maig de 1939 - 8 de desembre de 1959 mort)
- Albino Mensa † (28 de març de 1960 - 12 d'octubre de 1966 nomenat arquebisbe de Vercelli)
- Luigi Bettazzi (26 de novembre de 1966 - 20 de febrer de 1999 jubilat)
- Arrigo Miglio (20 de febrer de 1999 - 25 de febrer de 2012 nomenat arquebisbe de Cagliari)
- Edoardo Aldo Cerrato, C.O., des del 28 de juliol de 2012

## Estadístiques
A finals del 2006, la diòcesi tenia 200.848 batejats sobre una població de 203.560 persones, equivalent al 98,7% del total.
| any  | població | població | població | sacerdots | sacerdots       | sacerdots       | sacerdots             | diaques | religiosos | religiosos | parroquies |
| ---- | -------- | -------- | -------- | --------- | --------------- | --------------- | --------------------- | ------- | ---------- | ---------- | ---------- |
| any  | batejats | total    | %        | total     | clergat secular | clergat regular | batejats por sacerdot | diaques | homes      | dones      |            |
| 1950 | 158.160  | 162.580  | 97,3     | 364       | 312             | 52              | 434                   |         | 98         | 954        | 144        |
| 1970 | 192.992  | 193.706  | 99,6     | 269       | 229             | 40              | 717                   |         | 40         | 955        | 147        |
| 1980 | 211.353  | 213.767  | 98,9     | 270       | 214             | 56              | 782                   |         | 78         | 830        | 147        |
| 1990 | 207.739  | 209.239  | 99,3     | 221       | 176             | 45              | 939                   | 4       | 75         | 586        | 141        |
| 1999 | 204.948  | 206.795  | 99,1     | 195       | 160             | 35              | 1.051                 | 9       | 51         | 380        | 141        |
| 2000 | 204.431  | 206.451  | 99,0     | 187       | 155             | 32              | 1.093                 | 9       | 45         | 366        | 141        |
| 2001 | 198.343  | 200.433  | 99,0     | 177       | 147             | 30              | 1.120                 | 10      | 50         | 351        | 141        |
| 2002 | 204.037  | 206.269  | 98,9     | 178       | 148             | 30              | 1.146                 | 9       | 50         | 329        | 141        |
| 2003 | 203.265  | 205.360  | 99,0     | 176       | 142             | 34              | 1.154                 | 9       | 52         | 335        | 141        |
| 2004 | 201.214  | 204.314  | 98,5     | 165       | 132             | 33              | 1.219                 | 8       | 51         | 323        | 141        |
| 2006 | 200.848  | 203.560  | 98,7     | 149       | 118             | 31              | 1.347                 | 12      | 49         | 297        | 141        |